# Centro Memorial de las Víctimas del Terrorismo
El Centro Memorial de las Víctimas del Terrorismo es un espacio dedicado a la víctimas del terrorismo en España situado en Vitoria que fue inaugurado el 1 de junio de 2021. Está regido por una fundación pública española del mismo nombre adscrita a la Administración General del Estado. Tiene como fines preservar y difundir los valores democráticos y éticos que encarnan las víctimas del terrorismo, construir la memoria colectiva de las víctimas y concienciar al conjunto de la población para la defensa de la libertad y de los derechos humanos, y contra el terrorismo.
Está prevista la apertura de otra sede en Madrid, centrada en el terrorismo yihadista. La Fundación Centro Memorial de las Víctimas del Terrorismo promueve exposiciones permanentes y temporales, un archivo y centro de documentación, programas educativos, líneas de investigación y actividades de difusión nacional e internacional. Publica la revista Cuadernos del Centro Memorial de las Víctimas del Terrorismo. El director de la fundación es el periodista Florencio Domínguez Iribarren.
La ley 29/2011, de Reconocimiento y Protección Integral a las Víctimas del Terrorismo, aprobada en el Congreso por el voto a favor de todos los partidos políticos, excepto la única diputada de UPyD, que se abstuvo, encomendó al futuro Centro Memorial de las Víctimas del Terrorismo el recuerdo y homenaje de los damnificados por los atentados terroristas producidos en España desde 1960. Siguiendo su mandato, y del del Patronato que rige a esta fundación, el Centro Memorial incluye a las víctimas del terrorismo reconocidas como tal por la legislación vigente: las de las distintas ramas de ETA, las del terrorismo yihadista, las de los GRAPO, las de la ultraderecha, las de los GAL, las del Batallón Vasco Español, las de grupos comunistas como FRAP, etc. Como su propio nombre indica, el Memorial está dedicado a las víctimas del terrorismo y no a las víctimas de otros tipos de violencias, que cuentan con su legislación específica, como la Ley de Memoria Democrática y las leyes de abusos policiales del País Vasco y Navarra, así como con sus propios espacios de recuerdo y homenaje.  
El Memorial recoge el testimonio de algunos de los familiares de las 1.453 víctimas mortales del terrorismo y de algunas de las 4.983 personas que resultaron heridas en atentados terroristas en España desde 1960. Por ejemplo, se puede escuchar el testimonio de la más antigua de las heridas indemnizadas por el Gobierno es una mujer víctima de un atentado con bomba del grupo anarquista Defensa Interior en julio de 1963 contra el departamento de pasaportes de la Dirección General de Seguridad en Madrid. La mujer tenía entonces 16 años y resultó gravemente herida.

## Historia

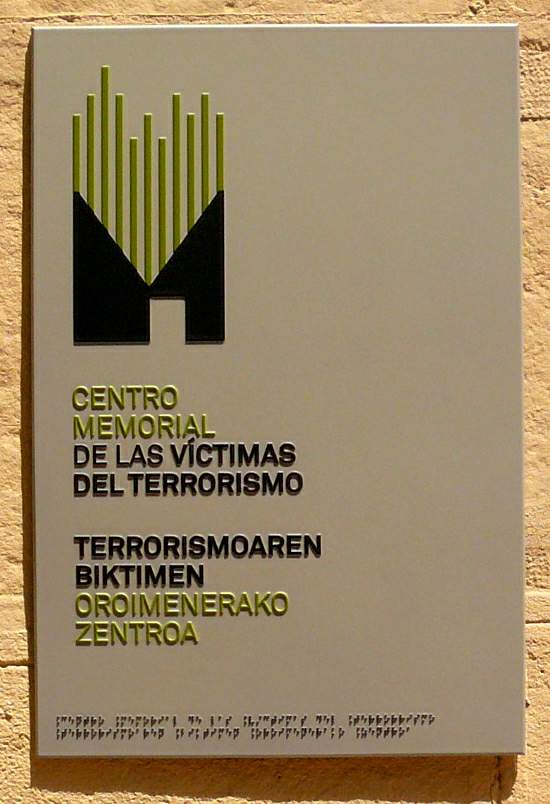
Placa en el acceso al Centro Memorial

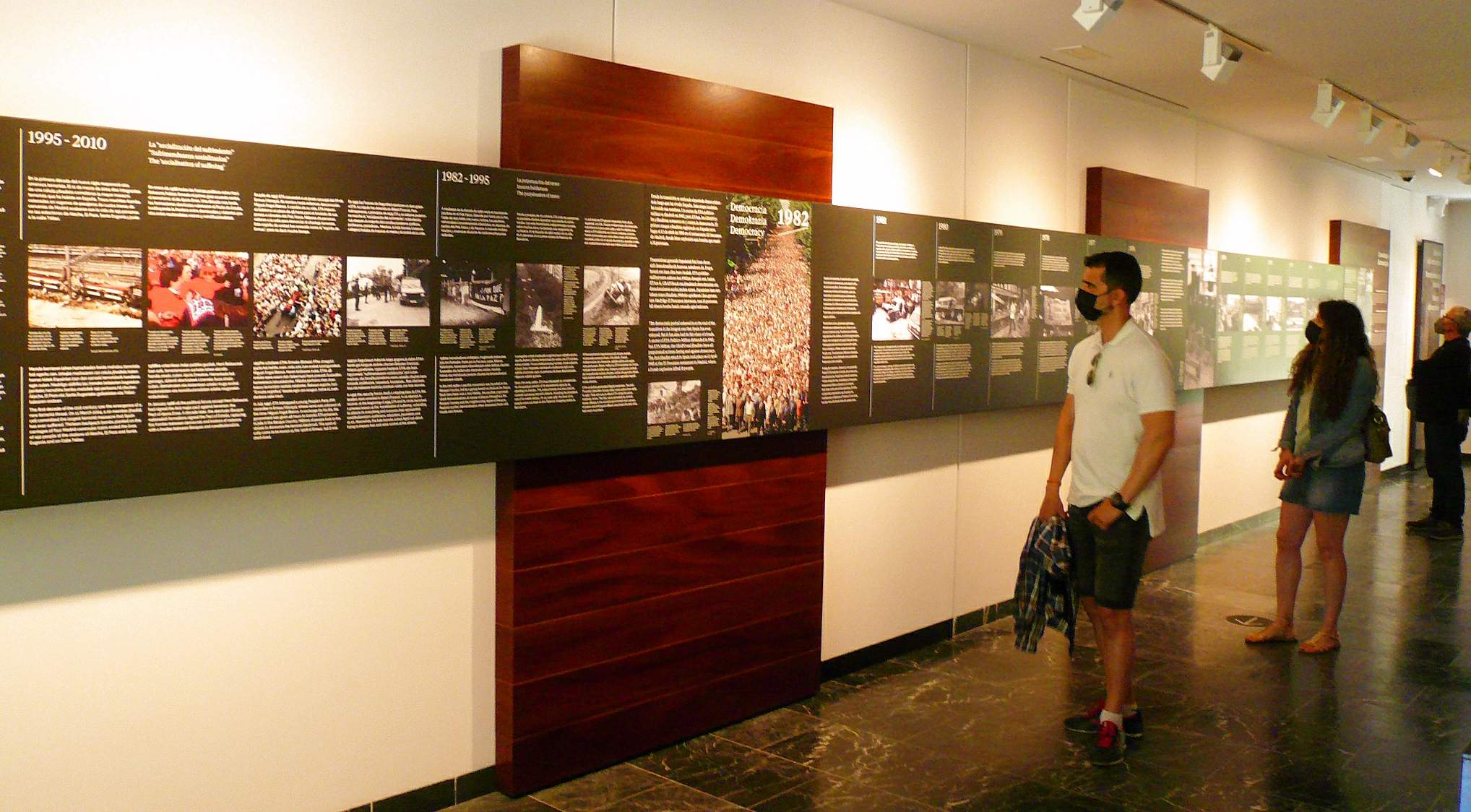
Panel con la cronología de la violencia terrorista de ETA

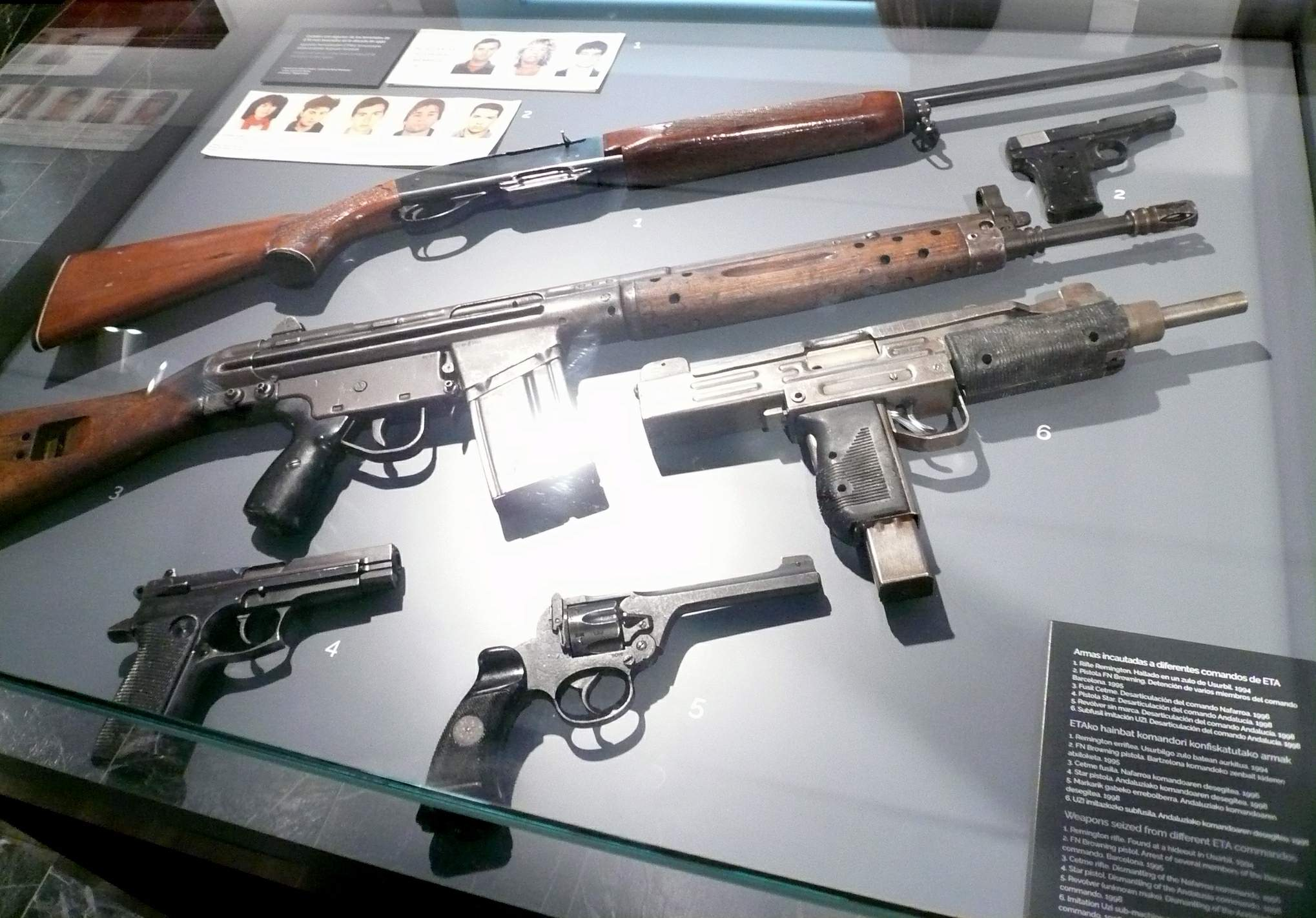
Muestrario de armamento incautado a comandos de ETA

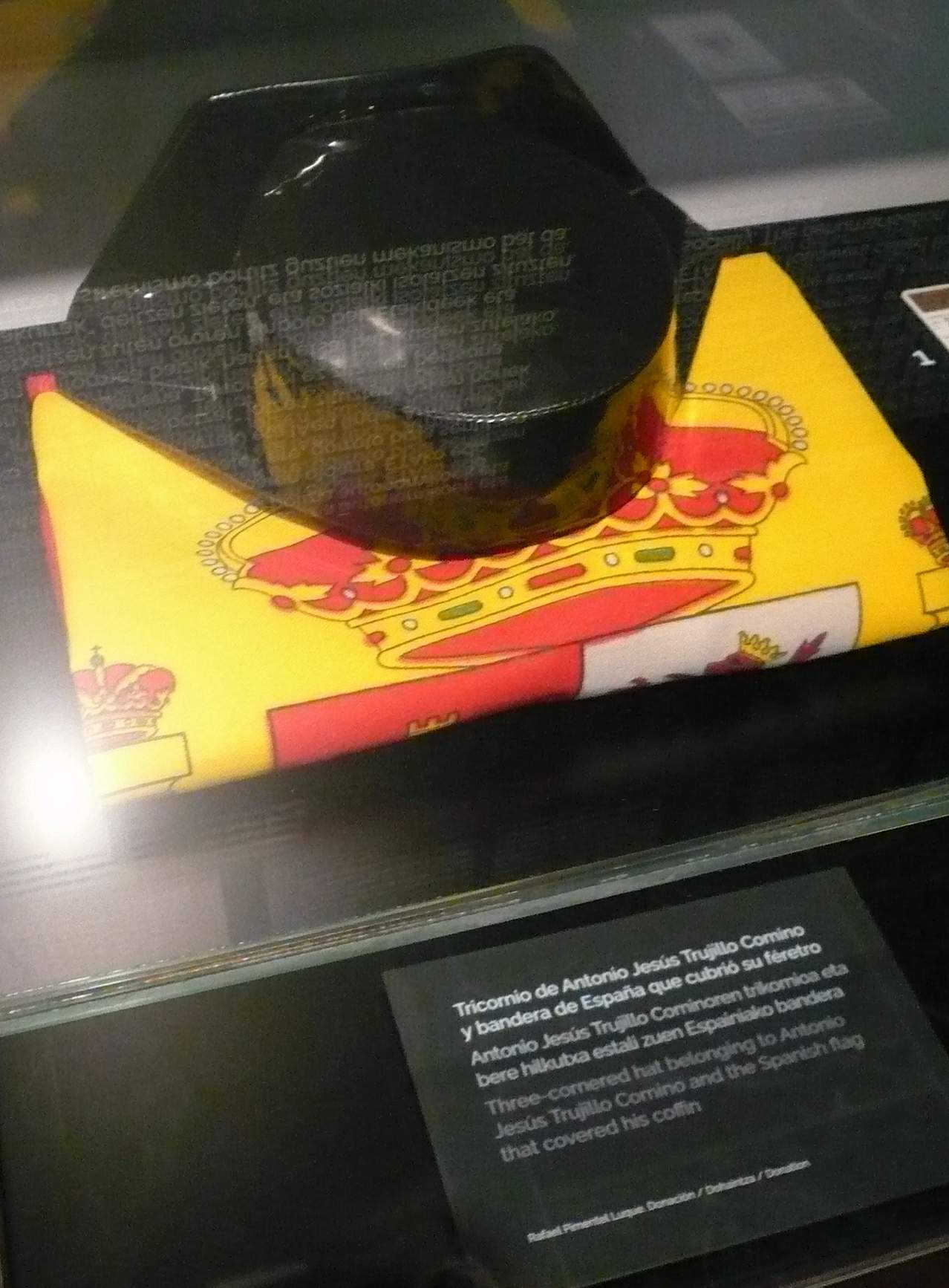
Vitrina referente a las víctimas de los atentados de ETA en los cuerpos y fuerzas de Seguridad del Estado

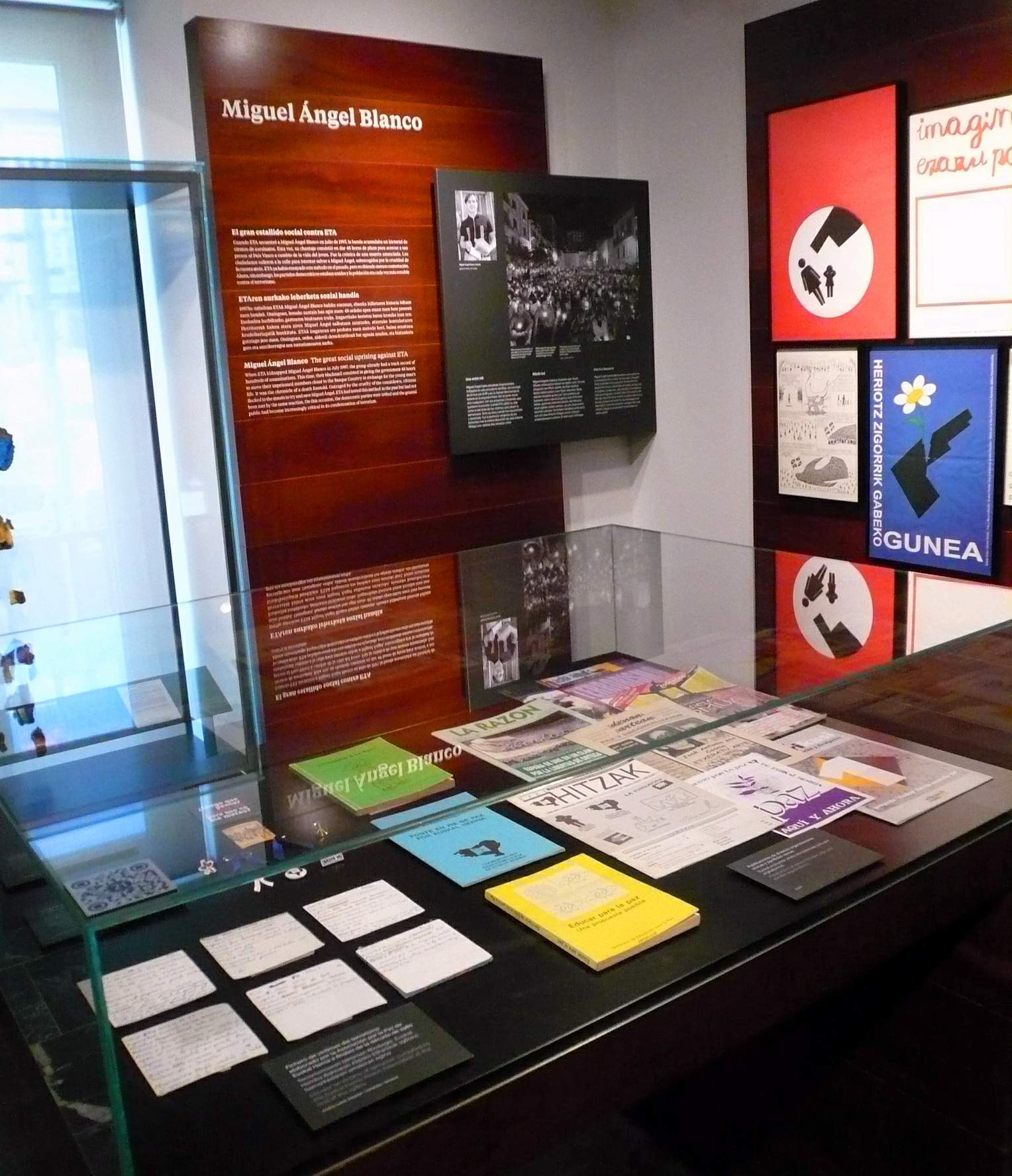
Vitrina y paneles referentes al secuestro y asesinato de Miguel Ángel Blanco, y al movimiento de rechazo social a ETA

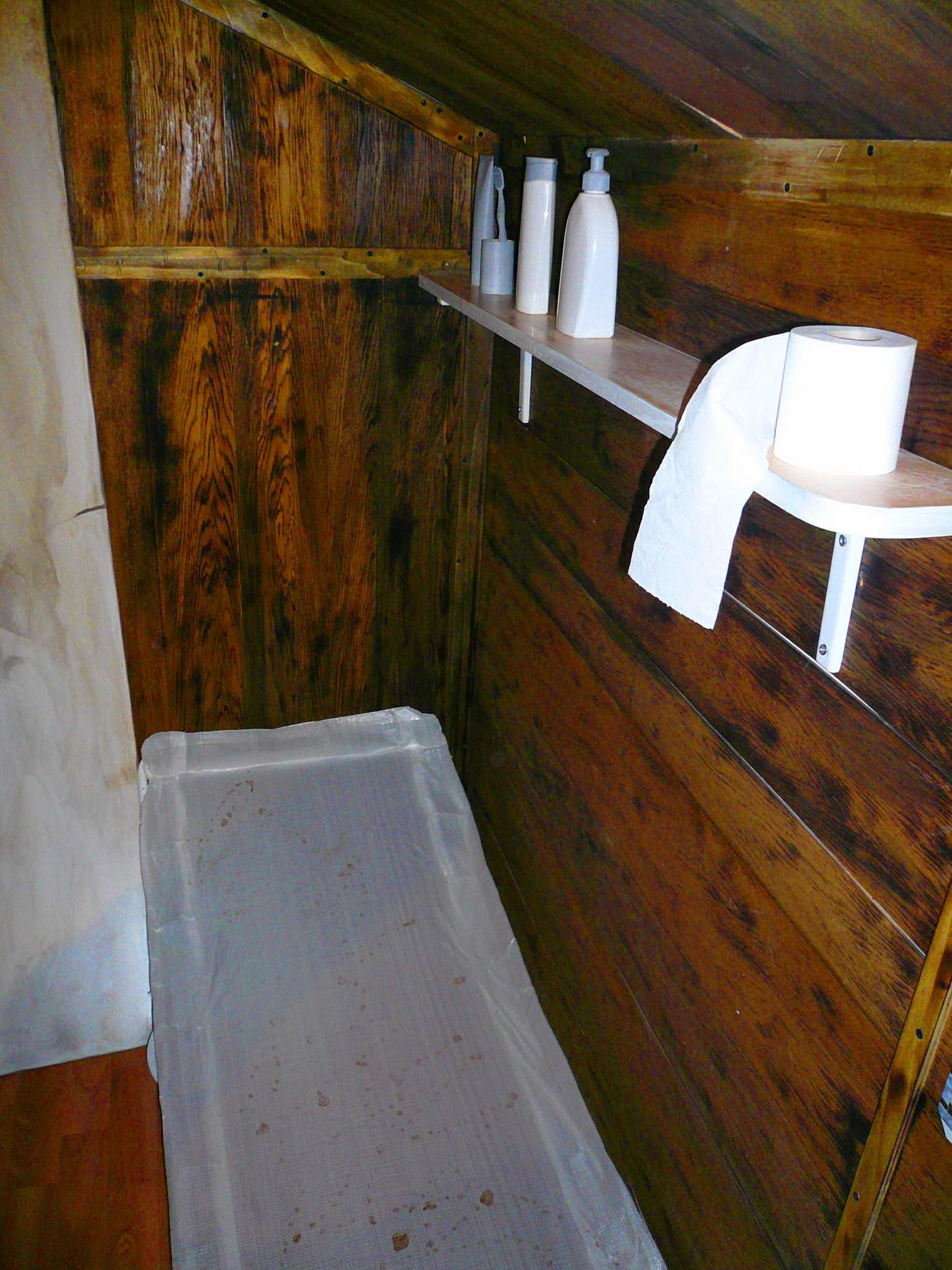
Reproducción del zulo donde ETA mantuvo secuestrado (1996-1997) a José Antonio Ortega Lara

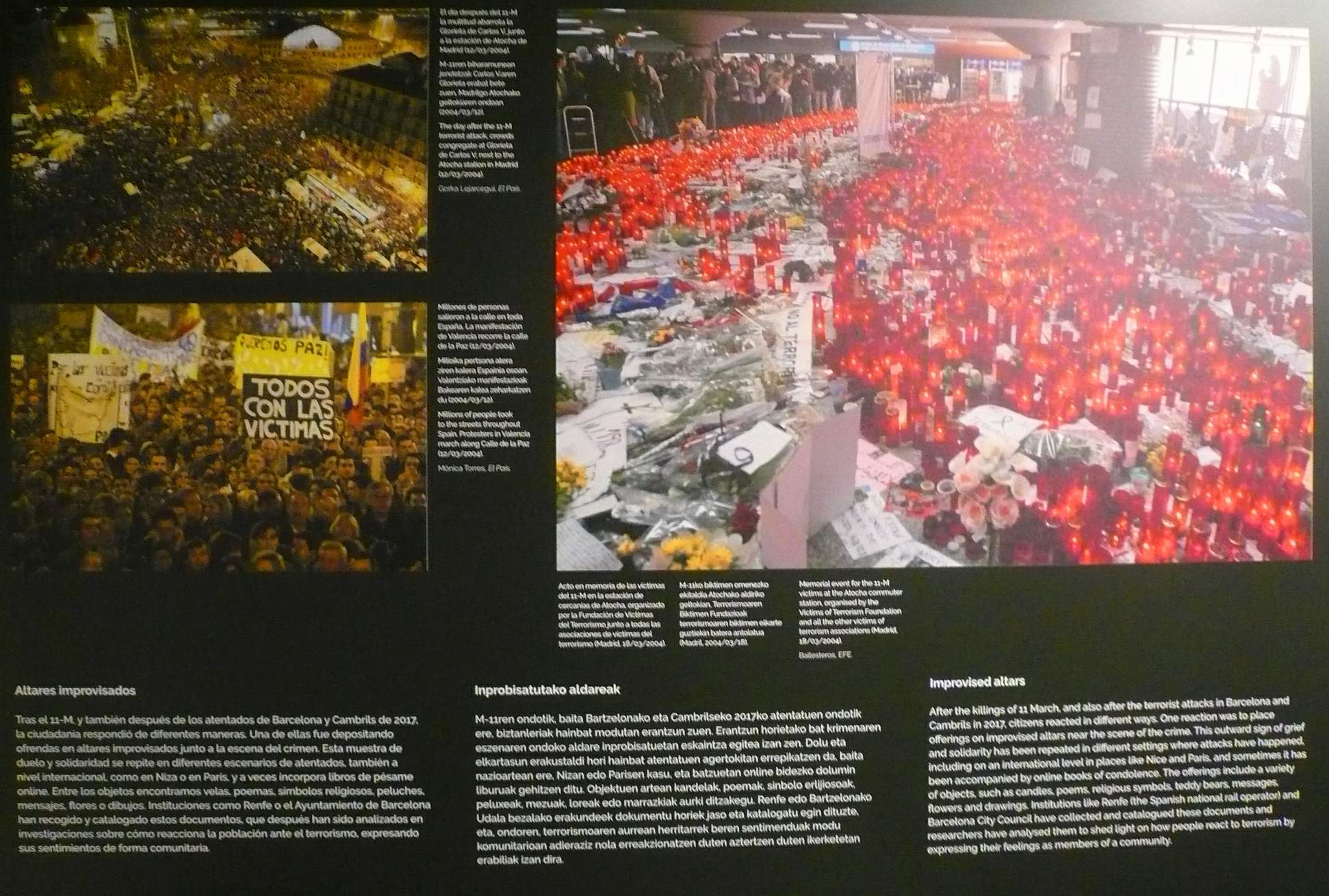
Panel sobre el terrorismo yihadista en España y el atentado del 11M en Madrid

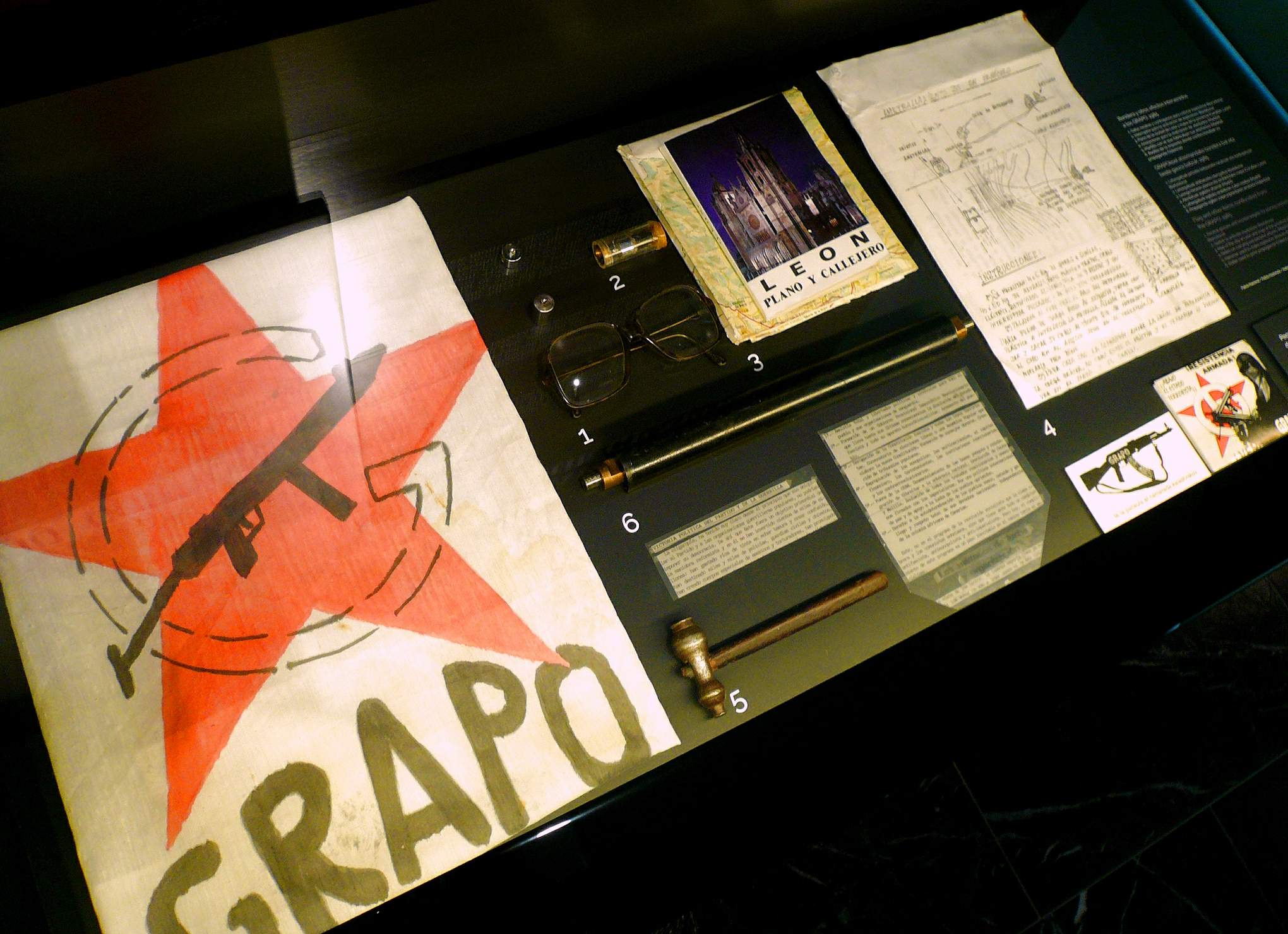
Vitrina sobre el terrorismo del GRAPO

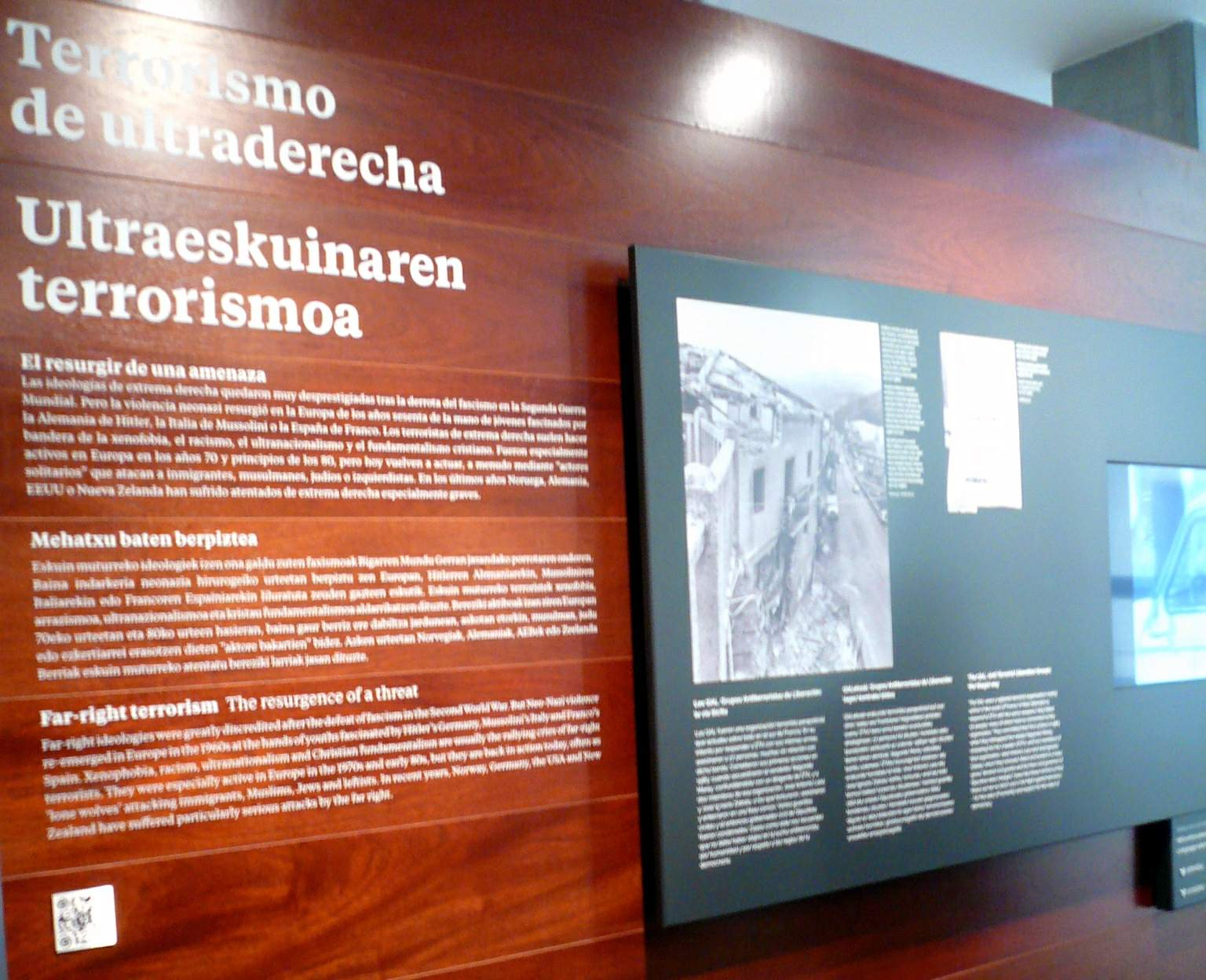
Panel sobre el terrorismo de ultraderecha en España

### Génesis del proyecto
La ley 29/2011, de Reconocimiento y Protección Integral a las Víctimas del Terrorismo, aprobada con un amplio consenso parlamentario, contemplaba la creación de una Fundación destinada a preservar la memoria de todas las víctimas del terrorismo producidas en España desde el 1 de enero de 1960 hasta la actualidad. A finales de 2014 el Consejo de Ministros acordó nombrar una comisión de 14 expertos dirigidos por Florencio Domínguez Iribarren (entre los que figuraban Javier Elzo, Reyes Mate, Gaizka Fernández Soldevilla o Joseba Arregi) para definir las características del citado Centro Memorial. Tras varios meses de trabajo, en febrero de 2015 la comisión dio a conocer un informe que determina que el terrorismo ha marcado las últimas décadas de la historia de España y que “ETA ha sido el principal peligro al que ha tenido que enfrentarse la democracia española”, sin olvidar que otros grupos terroristas, como los de matriz yihadista, constituyen hoy en día “la máxima amenaza potencial para la sociedad democrática”.

### Principios
El informe de la comisión de expertos definió los principios que debían inspirar el Centro Memorial de las Víctimas del Terrorismo: debe ser algo más que un museo; debe guiarse por la mirada de las víctimas; debe subrayar el carácter individual de las víctimas; debe proporcionar información y ser un lugar adecuado para la reflexión, además de generar un efecto emocional en el visitante y debe estar orientado sobre todo a los jóvenes, para evitar que en el futuro vuelva a producirse o legitimarse una violencia injustificada.

### Ejecución del proyecto
En marzo de 2015 el presidente del Gobierno, Mariano Rajoy, colocó la primera piedra de las obras del Centro Memorial de las Víctimas del Terrorismo, en la antigua sede del Banco de España de Vitoria, junto al Casco Viejo. El proyecto, ejecutado por el Grupo TRAGSA, contempla la reforma integral del edificio, que tiene una superficie construida de unos 2.954 m² repartida en cuatro plantas. El proyecto original del edificio, del arquitecto José Yárnoz Larrosa, está datado en 1917. El inmueble fue inaugurado en 1920.

### Gestión del proyecto
El patronato de la Fundación Centro Memorial de las Víctimas del Terrorismo, en los términos que establecen sus Estatutos, está constituido por diferentes patronos en representación de la Administración General del Estado, las Cortes Generales (Congreso de los Diputados y Senado de España), el Gobierno Vasco, el Gobierno de Navarra, los Gobiernos de las restantes comunidades autónomas, el Alcalde de Vitoria y las víctimas del terrorismo, todo ello bajo la presidencia del Presidente del Gobierno de España y la Presidencia de Honor de la Fundación de S.M el Rey D. Felipe VI.
Además del patronato, la Fundación Centro para la Memoria de las Víctimas del Terrorismo completa su estructura institucional con una comisión ejecutiva y un consejo asesor de víctimas del terrorismo.
Centro documental
El Memorial contará con un Centro de Documentación especializado en terrorismo y víctimas del terrorismo con una cuádruple función: 1) asegurar la conservación de los fondos; 2) crear y mantener un repositorio digital de referencia a nivel nacional; 3) facilitar los trabajos de investigación; y 4) suministrar piezas para las exposiciones permanente y temporales. Aquí se intentarán reunir todos los fondos (o copias digitales de los mismos) relacionados con el movimiento cívico, el movimiento pacifista, las asociaciones y fundaciones de víctimas, las FCSE, las bandas terroristas, etc. Lo prioritario es recuperar, centralizar y digitalizar todos aquellos fondos bibliográficos, documentales, hemerográficos, fotográficos y audiovisuales que hoy en día permanecen dispersos y, en algunos casos, en malas condiciones o incluso corren el peligro de desaparecer.
El Centro Documental constará de:
1. Archivo, donde se conservará en óptimas condiciones la documentación original cedida o depositada, así como las fotocopias de fondos de otros archivos.
2. Biblioteca, especializada en la temática del terrorismo y sus víctimas, donde tendrá cabida la bibliografía interdisciplinar más amplia posible, tanto la clásica como las novedades editoriales que vayan apareciendo.
3. Hemeroteca, donde se guardarán dosieres de prensa, periódicos, revistas, etc.
4. Fondo fotográfico, en el que se mantendrán fotografías provenientes de medios de comunicación, fotógrafos profesionales y otros orígenes.
5. Filmoteca, en la que se mantendrán documentales, películas, entrevistas y otro tipo de vídeos en formato físico.
6. Banco de Memoria, donde se hará lo propio en formato digital. Estará especialmente enfocado a la custodia de testimonios de víctimas del terrorismo, tanto las ya realizadas como las que se vayan haciendo en un futuro, pero también las de otros actores clave, como miembros de las FCSE, jueces, abogados, periodistas, intelectuales, etc.
7. Sala de desinfección, reprografía y digitalización, en la que los archiveros cuidarán de la documentación para asegurar su conservación, así como la digitalizarán y fotocopiarán cuando sea necesario.
8. Sala de consulta, en la que los investigadores acreditados consultarán los fondos del Centro Documental bajo la supervisión de un archivero y siempre respetando la legislación vigente.

Publicaciones
El Centro Memorial impulsa la edición de obras académicas, informes de investigación, cuadernos, catálogos y otro tipo de publicaciones. Muchos de estos trabajos son fruto de proyectos de colaboración con equipos científicos adscritos a universidades como la UPV/EHU, la UNED, la Universidad de Navarra, etc. Algunos de estos proyectos también han contado con el apoyo de entidades como la Diputación Foral de Guipúzcoa, CCOO, la Fundación Abogados de Atocha, etc.
Actividades de divulgación
El Memorial, solo o en colaboración de otras entidades, ha ido desarrollando una serie de actividades de divulgación como congresos, cursos de verano o proyectos digitales, entre los que cabe destacar el Glosario Audiovisual de las Víctimas del Terrorismo, el Mapa del Terror, el Archivo Online sobre la Violencia Terrorista en el País Vasco, el videojuego Concordia Bloggers 6, el podcast Relatos, 
Educación
Entre las funciones del Centro Memorial de las Víctimas del Terrorismo en el área de educación figuran las siguientes:
- Preparar unidades didácticas.
- Contribuir a la formación del profesorado.
- Impulsar programas para llevar el testimonio de las víctimas a las aulas (directamente o de forma virtual).
- Promover la visita de escolares a la exposición permanente del Centro Memorial.
- Organizar conferencias y seminarios relacionados con el tema de la educación.
- Gestionar cursos para alumnos de la universidad.

## Espacio museístico
El museo del Centro Memorial de las Víctimas del Terrorismo se estructura en seis salas:
1. Aquí, ayer, a modo de introducción.
2. Espacio Memorial, el lugar central del edificio.
3. Historia del terrorismo.
4. Discursos y prácticas del odio, la parte sobre los perpetradores.
5. Respuesta al terror (policial, social, internacional, política y judicial).
6. La voz de las víctimas.

## Inauguración
El Centro fue inaugurado el 1 de junio de 2021 por los reyes de España, Felipe VI y Leticia Ortiz, acompañados por el presidente del gobierno Pedro Sánchez, el lehendakari Iñigo Urkullu y el alcalde de Vitoria, Gorka Urtaran. Durante su discurso, el monarca defendió que «la memoria de las víctimas del terrorismo» es «consustancial» a los «valores constituciones», al tiempo que apeló a su «significación política» remarcando que representan  la «defensa todo aquello que el terrorismo pretende eliminar para imponer su proyecto totalitario y excluyente». Felipe VI dijo además que las víctimas del terrorismo son «pilares éticos» del «sistema democrático», así como símbolos de «defensa de las libertades y del estado de derecho». Asimismo, destacó el carácter de «proyecto pionero en Europa» del centro inaugurado en el viejo edificio del Banco de España, situándolo incluso «a la vanguardia de memoriales» en Europa.

### Acogida
La inauguración del Centro Memorial de las Víctimas del Terrorismo fue un acontecimiento que alcanzó una gran notoriedad pública y mediática. Al igual que La ley 29/2011, de Reconocimiento y Protección Integral a las Víctimas del Terrorismo fue aprobada en el Congreso por el voto a favor de todos los partidos políticos, posteriormente el proyecto había contado con el respaldo de la mayoría de las fuerzas democráticas tanto en España como en País Vasco y sus respectivas instituciones, como destacó José Virgilio Menéndez, diputado del Grupo Popular en la Asamblea de Madrid que durante la génesis del Centro Memorial trabajaba en el Ministerio del Interior del entonces Gobierno popular de Mariano Rajoy.
De acuerdo con el editorial que le dedicó El Correo, el periódico más vendido del País Vasco, "el Centro Memorial de las Víctimas del Terrorismo, inaugurado ayer por los Reyes en Vitoria, nace con ese loable objetivo, para rendir tributo a los damnificados y transmitir su legado a las nuevas generaciones a fin de que prevalezca un relato ajustado a la verdad y no vuelva a repetirse una experiencia tan cruel e ignominiosa. Mirarse en ese espejo retrovisor puede resultar poco agradable, pero es necesario para una sociedad que quiera edificar una convivencia en paz sobre los sólidos pilares de la realidad".
La práctica totalidad de las asociaciones y fundaciones de víctimas del terrorismo asistieron a la ceremonia y mostraron su apuesta por el Centro Memorial. Por ejemplo, el Colectivo de Víctimas del Terrorismo (Covite), una de las asociaciones más representativas de las que existen, publicó un hilo en Twitter sobre el Centro Memorial  que terminaba con este mensaje: "Desde COVITE alabamos y agradecemos la labor imprescindible que está realizando el @MemorialVT. Por favor, no dejéis de ir, si tenéis la oportunidad. Es una institución imprescindible para conocer las consecuencias de todos los terrorismos". Por su parte la Asociación de Víctimas del Terrorismo, la otra gran entidad, declaró en esa misma red social que consideraba al Centro Memorial "pieza clave para el verdadero relato de 50 años de terrorismo en nuestro país".
El Correo recogió las declaraciones de algunos de los primeros visitantes que visitaron la exposición permanente del Memorial. Según una de ellas, vecina del político socialista Fernando Buesa, asesinado por ETA, le parecía «muy difícil, pero muy, muy necesario y ahora más que nunca, que algunos se empeñan en que todos nos olvidemos de lo que pasó». «Es tremendo, horrible lo que tuvo que pasar ese hombre, la sensación es horrorosa al estar allí dentro y eso que sólo he estado dos minutos dentro», comentó otra al salir de la reproducción del zulo en el que ETA había mantenido secuestrado a José Antonio Ortega Lara durante 532 días entre 1996 y 1997 «¿Qué tuvo que sentir ese hombre? ¿Cómo pudo vivir creyendo cada día que no iba a salir con vida?».

### Críticas
Mientras el rey inauguraba el Centro un grupo de personas protestaba por el carácter «discriminatorio» del memorial, al excluir a las víctimas de la brutalidad policial del franquismo y del periodo democrático, como el caso de Mikel Zabalza o los obreros muertos en los sucesos de Vitoria de marzo de 1976. Algunos de los manifestantes pertenecían a la plataforma Memoria Osoa ('Memoria Completa'), compuesta por organizaciones memorialistas y de víctimas del franquismo vinculadas a la izquierda abertzale. También criticaron que en el discurso inaugural el rey solo se hubiera referido a las «asociaciones y fundaciones de víctimas del terrorismo», con lo que dejaba fuera a las víctimas de la brutalidad policial.
Por su parte, Iñaki García Arrizabalaga, hijo de Juan Manuel García Cordero, el delegado de Telefónica en Guipúzcoa que fue asesinado por los Comandos Autónomos Anticapitalistas en 1980, publicó el mismo día de la inauguración un mensaje en Twitter que decía: «Hay algo que no me acaba de convencer si en ese memorial de Vitoria no tienen cabida, por poner un par de ejemplos, el caso de Mikel Zabalza o el de Juan Mañas, Luis Cobo y Luis Montero (los del caso Almería)».
Otro aspecto objeto de las críticas es la presentación neutra de algunas víctimas relacionadas con la tortura y la guerra sucia. Por este motivo, el Centro es conocido con el sobrenombre de "Melitonium", en referencia al policía Melitón Manzanas González, asesinado por ETA el 2 de agosto de 1968.
Al respecto de este tipo de manifestaciones, la subdirectora de El Diario Vasco Lourdes Pérez escribió que "el Memorial ha recibido reproches por su orientación o sus insuficiencias, algunos razonables pero buena parte atravesados por una singularidad que nos es muy propia: acudimos prestos a denostar sin matices cualquier violencia en el lugar más recóndito del mundo, pero cuando se trata de la de ETA –la nuestra– el análisis puede enredarse hasta el paroxismo con tal de sortear la verdad que nos disgusta".